# انریکه فیگه‌رولا
انریکه فیگه‌رولا (اسپانیایی: Enrique Figuerola‎; ۱۵ ژوئیهٔ ۱۹۳۸) ورزشکار دو و میدانی اهل کوبا بود.
وی در مسابقات کشوری و بین‌المللی در مجموع برندهٔ ۴ مدال طلا، ۲ مدال نقره شده‌است.